# 虞豫
虞豫（?—?），西晋济阳郡外黄县（今河南省民权县西北）人。东晋外戚。
虞豫年轻时有美名，州郡礼辟，他没有就任。后为南阳王文学掾，早早去世。司马睿为琅邪王时，纳虞豫之女虞孟母为妃。永嘉六年（312年）虞孟母去世，未留下子女。晋元帝司马睿即位后，追谥虞孟母为元敬皇后。晋明帝即位后，追赠虞豫为开府仪同三司，平山县侯。虞豫之妻王氏为云阳县君。虞豫之子虞胤。

## 延伸阅读
[在维基数据编辑]
 《晉書/卷093》，出自房玄齡《晉書》